# بیشساری
بیشساری (به لاتین: Bixessarri) یک روستا در آندورا با جمعیت ۴۰ نفر است که در سنت حولیا ده لوریا واقع شده‌است.